# Stary Jawor
Ne doit pas être confondu avec Stary Jaworów.
Stary Jawor est un village de Pologne, situé au centre sud du pays, dans la voïvodie de Sainte-Croix, le powiat de Starachowice et la gmina de Pawłów.
Entre 1975 et 1998, le village a appartenu administrativement à la voïvodie de Kielce.
Le nom du village signifie en polonais vieux sycomore. Il est mentionné dans un document de 1425 (« In Castro Bodzanciensis die mensis Junii 1425 anno ») en relation avec un décret des arbitres de l'église accordant au curé de Krynki la restitution des dîmes de la cour qui lui étaient dues par le village de Jawor.
Lors du recensement de 1827, le village compte 11 maisons et 95 habitants ; lors de celui de 1885, il y a 15 maisons et 110 habitants. Lors du recensement national de la population et du logement en 2021, la population du village de Stary Jawor est de 99 habitants, dont 49,5 % de femmes et 50,5 % d'hommes.

## Géographie

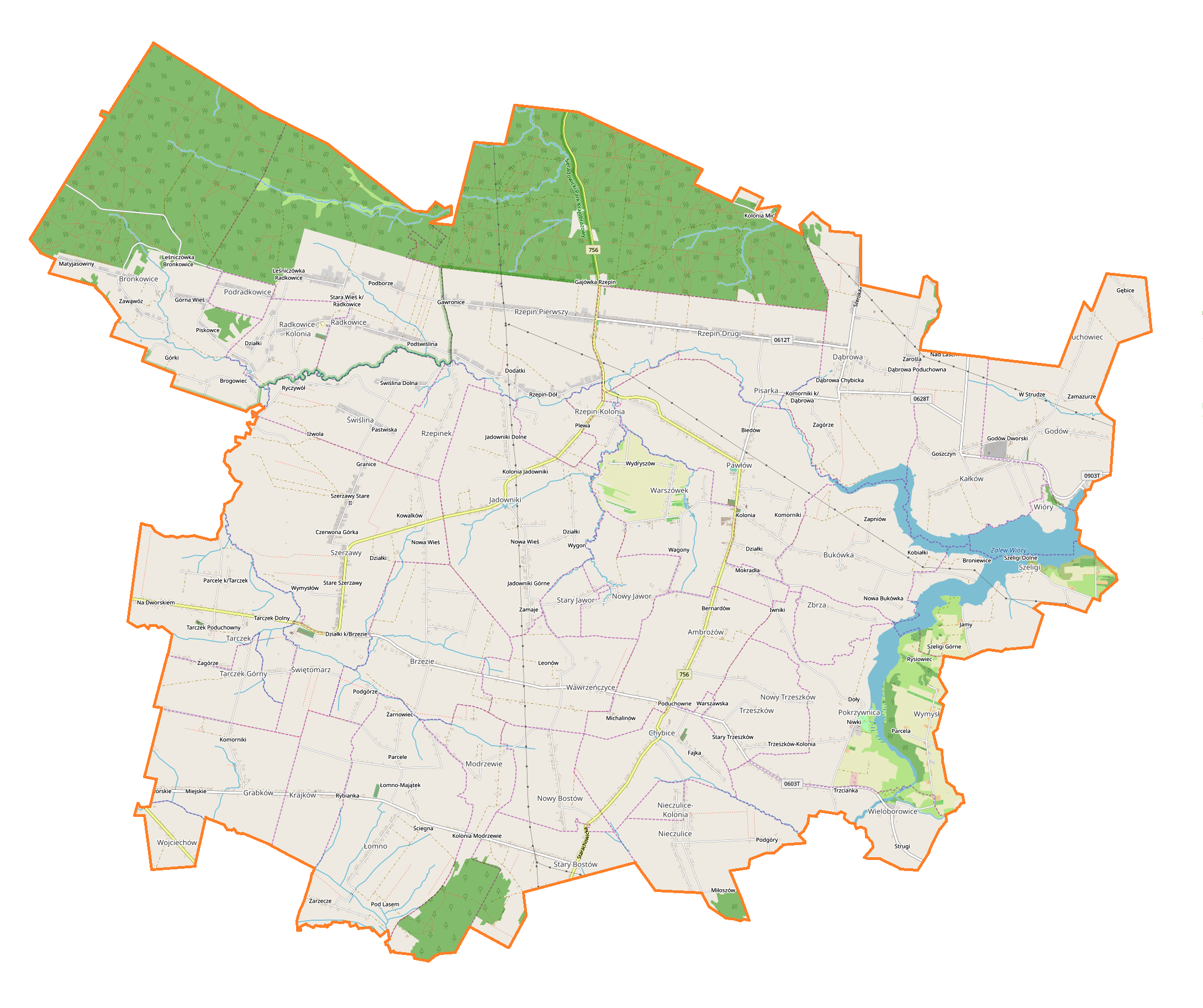
Carte de la gmina de Pawłów.